# Livre australienne
La livre australienne (en anglais : Australian pound ;  symbole : £, ou A£ pour la distinguer des autres devises portant le nom de livre) était la devise de l'Australie de 1910 au 14 février 1966, quand elle fut remplacée par le dollar australien.
La livre était divisée en vingt shillings (symbole s ou /), chacun valant douze pence  (symbole d).
En 1966, le taux de conversion avec le dollar australien fut d'une livre pour deux dollars. Dix shillings devinrent un dollar et un shilling valut dix cents.

## Histoire

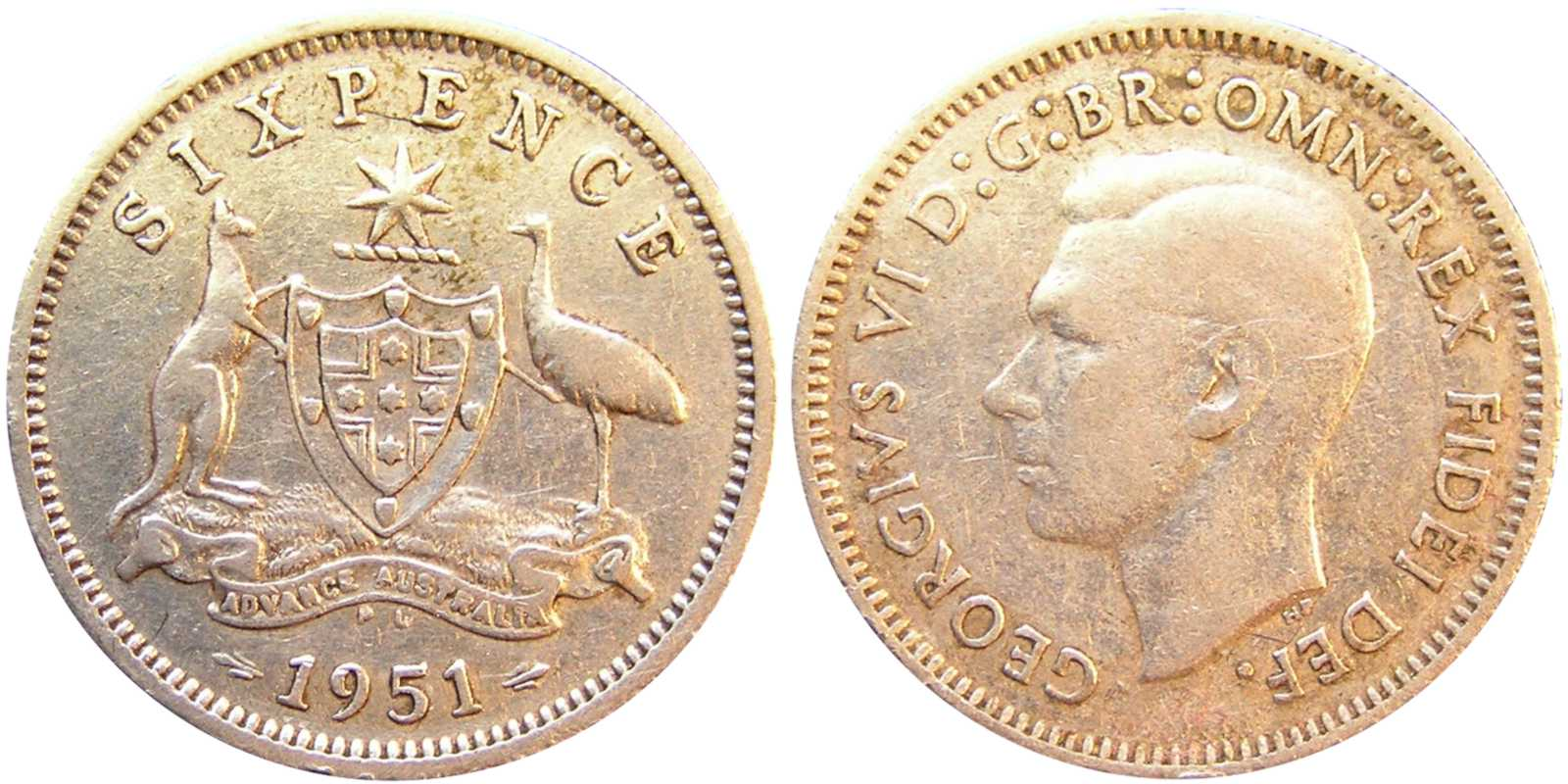
Pièce de six pence en argent (1951).

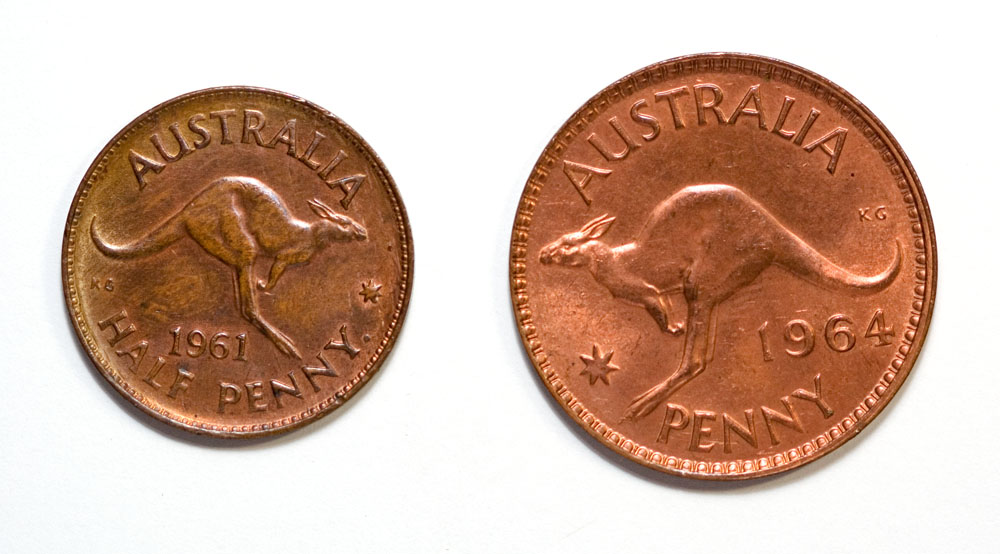
Pièces d'un-demi penny et d'un penny en bronze des années 1960.

En 1790, deux ans après l'arrivée des premiers colons britanniques à Port Jackson, 4 500 pièces de huit réaux espagnoles (appelées spanish dollars) sont débarquées pour servir aux échanges locaux, mais les pièces repartent rapidement aux travers des échanges extérieurs. La colonie souffre ensuite d'une disette monétaire qui va durer 25 ans. On se sert alors du gallon de rhum comme d'unité d'échange. Durant cette période, de nombreuses monnaies de toutes origines circulent sur le territoire. 
La première véritable tentative locale de monnayage remonte à novembre 1812 : le gouverneur Lachlan Macquarie fait venir de Madras, via l'East India Company, 40 000 spanish dollars qu'il fait trouer en leur centre au cours de l'année suivante. La pièce trouée appelée  holey dollar (« dollar troué ») vaut un quart de livre sterling, la partie centrale, appelée le dump, valant 15 pence (ou un shilling et 3 pence). L'intérêt est donc double : produire du numéraire, et ralentir la fuite des espèces à l'extérieur du territoire. La particularité du holey et du dump est de comporter une refrappe mentionnant New South Wales, la date et la valeur sur ses flancs. 
En 1825, la disette monétaire se fait de nouveau sentir, du fait de l'arrêt de la production du dollar espagnol. En 1852, le gouverneur d'Adélaïde fait frapper une pièce d'une livre sterling en or qui marque le début de la découverte de gisements aurifères en Australie. Deux ans plus tard, une antenne de la Royal Mint ouvre à Sydney et entame une production conséquente de sterlings.
En septembre 1910, le gouvernement travailliste fédéral australien décide de fonder une monnaie nationale, la livre australienne, dont le système est calqué sur celui de la livre sterling, mais avec des pièces et des billets différents.
La livre circula en Nouvelle-Guinée allemande à partir de 1915, remplaçant le mark de la Nouvelle-Guinée allemande.